# Axel Loewe
Axel Loewe, auch Löwe (* 1. März 1883 in Landsberg an der Warthe; † 23. November 1955) war ein deutscher Kapitän zur See der Reserve der Kriegsmarine. Loewe war einer von 13 Offizieren, die den Dienstgrad eines Kapitäns zur See der Reserve in der Kriegsmarine erreichte. Er war der einzige Reserveoffizier der Marineartillerie (MA) der Kriegsmarine, welcher den Dienstgrad als Kapitän zur See erreichte.

## Leben
Axel Loewe trat am 10. April 1901 in die Kaiserliche Marine ein und wurde am 29. September 1904 Leutnant zur See. Am 6. Mai 1912 wurde er bei der I. Marine-Inspektion Kapitänleutnant. Später war er bis August 1917 Zweiter Artillerieoffizier auf der Seydlitz und war dann bis Kriegsende Erster Artillerieoffizier auf der Von der Tann.
Bis Februar 1918 war er mit dem Eisernen Kreuz I. Klasse und dem Königlich Bayerischen Militärverdienstorden 4. Klasse mit Schwertern ausgezeichnet worden.
Am 22. November 1919 wurde er aus der Marine verabschiedet. Am 21. Januar 1920 wurde er mit dem Charakter als Korvettenkapitän ausgezeichnet. Er war Besitzer des über 340 ha großen Allodialgutes Augustenruh bei Güstrow.
Loewe war einer der ersten Bewohner der Marinesiedlung in Berlin.
Von September 1939 bis November 1940 war er Kommandeur der neu aufgestellten Marine-Flak-Abteilung 261 in Röbsdorf. Bis März 1945 hatte er das Kommando über die erneut aufgestellten Marine-Flak-Abteilung 233 inne und war zugleich Flak-Kommandeur Swinemünde. Von Oktober 1943 bis November 1944 war er auch Kommandant des Abschnitts Swinemünde und damit einziger hauptamtlicher Abschnittskommandant Swinemünde. Am 1. Dezember 1943 wurde er zum Kapitän zur See d. R. (MA) befördert und wurde am 30. April 1945 aus der Kriegsmarine verabschiedet.

## Abschnittskommandant Swinemünde
Die Dienststelle des Abschnittskommandanten Swinemünde wurde nach der Auflösung des Küstenbefehlshabers Pommern im Oktober 1943 als hauptamtliche Dienststelle eingerichtet und unter das Kommando von Loewe gestellt. U. a. wurde die weiterhin unter seinem Kommando stehende Marine-Flak-Abteilung 233, der Posten als Flak-Kommandeur Swinemünde und der Hafenkapitän Swinemünde der neuen Dienststelle unterstellt. Bis zur Auflösung des Küstenbefehlshaber westliche Ostsee im November 1944 bestand unter seiner Führung die dann aufgelöste Dienststelle.
Von der Aufstellung bis November 1943 war der Kapitänleutnant Hans-Hermann Rolle mit der Wahrnehmung der Geschäfte des Stabsoffiziers beim Stabe des Abschnittskommandanten beauftragt. Rolle war bis Mai 1944 auch Kapitänleutnant beim Stabe der dem Abschnittskommandanten unterstellten und durch ihn geführten Marine-Flak-Abteilung 233.